# Mamotte Agetai
Singles de Yuna Itō
Let It Go
(2009)
Mamotte Agetai (守ってあげたい) est le 15e single de Yuna Itō sorti sous le label Studioseven Recordings le 3 novembre 2010 au Japon. Il atteint la 41e place du classement de l'Oricon. Il se vend à 1 919 exemplaires la première semaine et reste classé 3 semaines, pour un total de 2 722 exemplaires vendus.
Mamotte Agetai a été utilisé comme thème musical pour le drama Kogane no Buta -Watashitachi ga Haratta Zeikin-. Mamotte Agetai se trouve sur la compilation Love.

## Liste des titres
| 1. | Mamotte Agetai (守ってあげたい)                | H.U.B.      | Shinichiro Murayama         | 5:19 |
| 2. | Kiss me                                        | Kenn Kato   | Hiroo Yamaguchi, Jun Suyama | 4:06 |
| 3. | Precious -Q;indivi Celebration Remix-          | Kei Noguchi | Hayato Tanaka               | 7:14 |
| 4. | Mamotte Agetai (Instrumental) (守ってあげたい) | H.U.B.      | Shinichiro Murayama         | 5:18 |